# 5869 Tanith
5869 Tanith este o planetă minoră (asteroid) din Asteroid Amor. A fost descoperită pe 4 noiembrie 1988 la Observatorul Palomar de Carolyn S. Shoemaker. 
Obiectul prezintă o orbită caracterizată de o semiaxă mare de 1,8126774 UAi, o excentricitate de 0,3211, o înclinație de 17,9277 ° în raport cu ecliptica.